# Bo Höglund (företagsledare)
Bo Höglund, född 21 januari 1901 i Trelleborg, död 20 maj 1996 i Bålsta, Yttergrans församling, var en svensk företagsledare.
Bo Höglund innehade efter civilingenjörsexamen 1923 ett flertal anställningar vid sockerraffinaderier i Sverige, Storbritannien och USA, var biträdande disponent vid Svenska Sockerfabriks AB:s råsockerfabrik i Karpalund, vidare i Landskrona och Göteborg 1930–1935, var assistent vid bolagets huvudkontor i Malmö 1935–1937, blev disponent vid råsockerfabriken i Jordberga 1937, och innehade sedan samma befattning vid sockerbruket i Landskrona från 1946. Höglund tillhörde 1943–1944 den svenska industridelegationen till USA.